# Sidi Slimane Echcharraa
Sidi Slimane Echcharraa è una città del Marocco, nella provincia di Berkane, nella regione Orientale.